# América Platina
A América Platina é uma região da América do Sul formada por três países (Argentina, Paraguai e Uruguai, além de fazer fronteira com Rio Grande do Sul, que é banhado pelo Rio Uruguai, e Paraná, pelo Rio Paraguai) que são banhados pelos rios formadores da Bacia do Rio Prata. Além disso, possuem uma história em comum durante grande parte do período colonial. Esses três países já participaram de uma mesma administração, e ambos possuem um passado de conflitos e cooperações com o Brasil.

## História
Em 1776, a coroa espanhola desmembrou o Vice Reino do Peru, formando assim nessa região o Vice Reino do Prata, que naquela época incluía a atual Bolívia. O vice-reino foi criado principalmente por razões de segurança, com intuito de tentar conter outras potências com interesses nessa área, principalmente Portugal. Esse território foi a razão de muitas disputas, entre portugueses e espanhóis, pela administração da região Platina. De uma dessas disputas, fez com que o Uruguai ganhasse sua independência.
O rio da Prata recebeu esse nome dos espanhóis, que acreditaram que encontrariam metais preciosos nessa região, o que ao longo do tempo não se confirmou...
Com o clima temperado e subtropical da Argentina e Uruguai, não era adequada ao cultivo de produtos tropicais, assim essa área foi praticamente deixada de lado pela Espanha até o século XIX, que com o avanço industrial e aglomerações populacionais nas grandes cidades europeias, teve a necessidade de aumentar a produção de gêneros à base de clima temperado, como o trigo.

## Geografia

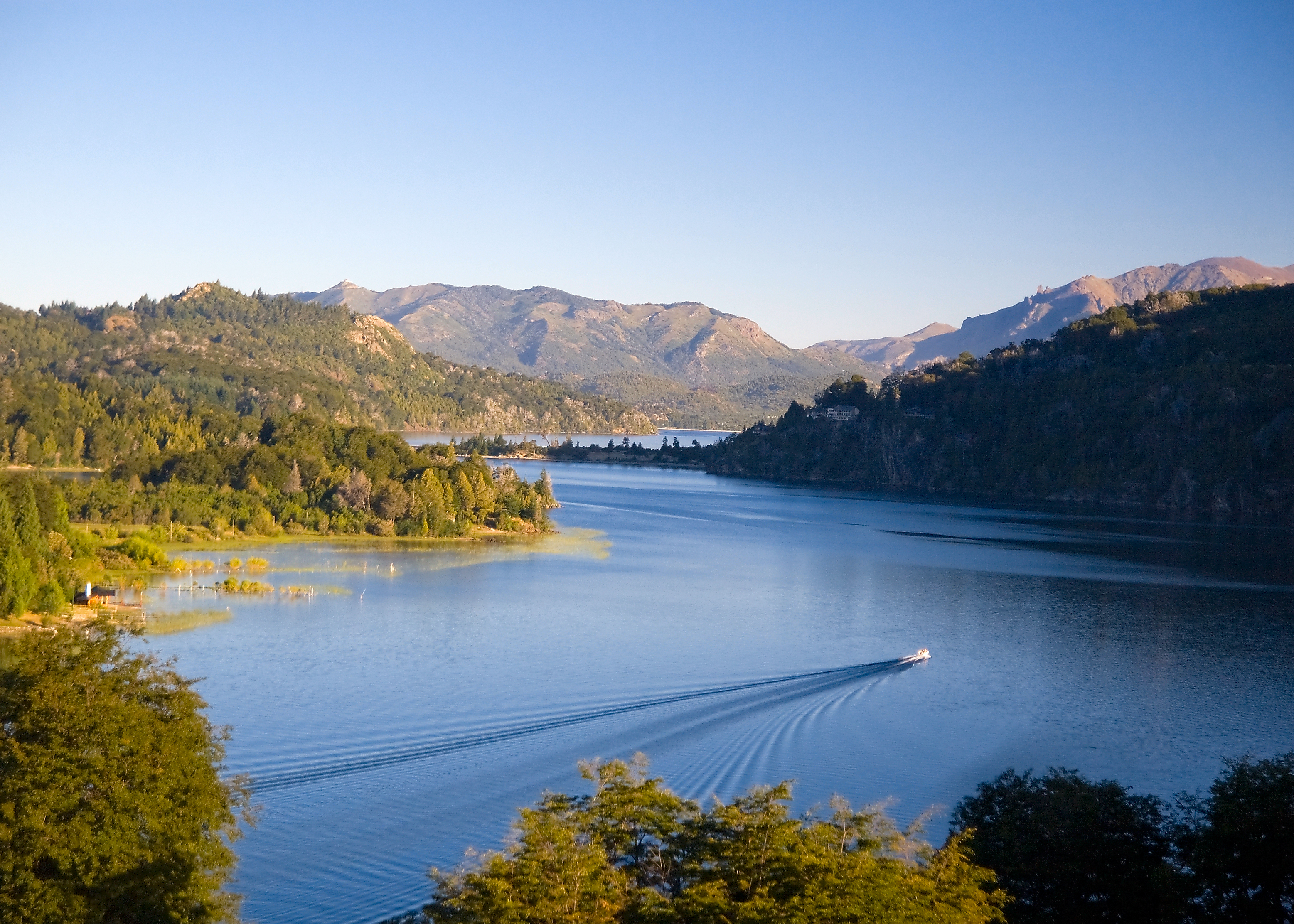
Lago Nahuel Huapi na região da Patagônia, Argentina.

A América Platina representa 18% do território sul-americano, sendo um pouco menor que a Região Norte do Brasil.
O relevo platino se baseia na existência de grandes planícies e planaltos. Sozinha, a costa oeste da Argentina tem grandes cadeias de montanhas, a cordilheira dos Andes. Na Argentina também se encontra a maior altitude do relevo sul-americano, o pico Aconcágua com cerca de aproximadamente 6.959 metros.

### Semelhanças
Rio da Prata, sem muita presença do elemento negro, fronteira com o Brasil, colônias de espanhóis, clima subtropical. Argentina com a região dos Pampas mais industrializada, no Uruguai a cidade de Punta del Leste é um ponto para o comércio,  Montevidéu é um ponto turístico muito visitado.

### Clima
Na América Platina, existem grandes regiões de clima, ou climáticas. No norte, a região do chaco se baseia pelo clima seco, ligado à vegetação xerófila. Ao sul, a região do pampa tem um clima temperado, devido à vegetação rasteira.

### Hidrografia
A hidrografia apresenta rios extensos como o Paraná, o Paraguai e o Uruguai, formando a hidrografia da região; a bacia Platina. O Colorado e o São alado, entre os rios, também se destacam: Rio Marco, Panambi, entre outros.

## Demografia
Pela colonização tardia, e a falta de escravos africanos, por não haver atividades coloniais lucrativas, como o cultivo de produtos tropicais que interessavam o mercado europeu, esses países principalmente Argentina e Uruguai, apresentam características étnicas diferentes dos demais países da América do Sul. Quase não há presença de afro-americanos, pelo contrário a presença de europeus e descendentes é muito grande, a presença de população indígenas e descendentes é quase inexistente. [carece de fontes?]
No Paraguai a maioria da população é produto da miscigenação, numa primeira fase, entre espanhóis e indígenas; e numa segunda fase, entre a população hispano guarani que sobreviveu à Guerra do Paraguai e diversos grupos de imigrantes que ajudaram repovoar o país depois do conflito (europeus especialmente e asiáticos).
Na Argentina, 85% da população é formada por descendentes de espanhóis ou italianos, 7% resultam da miscigenação de europeus com índios, no Uruguai 88% da população é de origem europeia, principalmente espanhóis e italianos.

### Demografia da Argentina
A Argentina é citada como um país com macrocefalia urbana, um fenômeno que consiste na existência de uma rede de centros urbanos muito desequilibrada em quantidade de população, uma rede onde há grandes cidades e faltam cidades médias. Devido a grande concentração populacional e econômica em Buenos Aires, com quase doze milhões de habitantes, é o principal centro urbano do país, concentra 33% da população e 40% do PIB.

## Argentina
A República Argentina um estado soberano, situado no extremo sudoeste da América. Dividido em 23 províncias e uma cidade autônoma, Buenos Aires, capital da nação e sede do governo federal. O maior país, mais populoso e mais rico da América Platina, possuindo 40 milhões de habitantes com índices de desenvolvimento humano, renda per capita, nível de crescimento econômico e qualidade de vida que se encontram entre os mais altos da América Latina. Segundo o Banco Mundial, seu PIB nominal é o 30º mais importante do mundo, mas se for considerado o poder de compra, o país fica na 23ª posição mundial. Atualmente, a Argentina é classificada como um mercado emergente, classificação também dada pelo Banco Mundial. A Argentina possui três principais questões geopolíticas, uma rivalidade secular com o Brasil, em vários pontos, principalmente na econômica. Disputa fronteira com o Chile por áreas no extremo sul do subcontinente, e um impasse com o Reino Unido pela posse das Ilhas Malvinas.

### Ilhas Malvinas
O conflito pela posse das Ilhas Malvinas um territórios britânicos ultramarinos no Atlântico Sul, situadas ao largo da costa da Argentina. É o mais problemático das três questões geopolíticas. Os dois países disputam pela posse dessas ilhas. Em 1982, a Argentina invadiu as ilhas, dando assim o início a uma guerra que ficou conhecida como Guerra das Malvinas. O Reino Unido expulsou as tropas argentinas violentamente, nesse conflito houve cerca de mil mortos e perdas de aviões, submarinos e navios.
Há um sentimento de que as Ilhas Malvinas pertencem à Argentina, desde criança isso é ensinado nas escolas. A partir de 1999 os dois países iniciaram negociações visando resolver essa disputa. O Reino Unido propôs um plebiscito, onde os habitantes decidem se querem continuar britânicos ou se tornar argentinos. A Argentina rejeitou essa ideia, alegando que a maioria daquela população é de origem britânica.